# Concert for George
El Concert for George fue un memorial organizado en el Royal Albert Hall de Londres el 29 de noviembre de 2002 dedicado a George Harrison en el primer aniversario de su muerte. El evento fue organizado por su viuda, Olivia, y su hijo Dhani Harrison, mientras que la dirección musical recayó en manos de Eric Clapton, con todos los beneficios destinados a la fundación The Material World Foundation que Harrison fundó en 1973.
El concierto comenzó con una sección de música india encabezada por Anoushka Shankar, hija de Ravi Shankar, al interpretar "Your Eyes". Posteriormente, Anoushka y Jeff Lynne interpretaron "The Inner Light" para dejar paso a la composición de Ravi Shankar "Arpan" (que se puede traducir por "dar" y que según el músico indio definía el espíritu de Harrison), especialmente escrita para la ocasión.
Tras la sección de música india, tuvo lugar un interludio protagonizado por miembros de Monty Python, entre los que figuraban Michael Palin, Eric Idle, Terry Jones y Terry Gilliam, junto a Tom Hanks, cantando "Sit On My Face" y "The Lumberjack Song". El resto del evento incluyó las composiciones de George Harrison interpretadas por artistas invitados, entre los que figuraban Paul McCartney, Ringo Starr, Eric Clapton, Jeff Lynne, Tom Petty and the Heartbreakers, Billy Preston, Jools Holland, Albert Lee, Sam Brown, Gary Brooker, Joe Brown, Ray Cooper, Marc Mann, el hijo de Harrison Dhani así como muchos más que participaron en las grabaciones de los álbumes de Harrison a lo largo de los años.
Las canciones interpretadas en el concierto proceden tanto de su etapa con The Beatles como de su carrera musical en solitario, generalmente respetando los arreglos originales de las canciones. Algunos éxitos del concierto incluyen la versión de "Isn't It A Pity" interpretada por Clapton y Preston, "Photograph", cantada por Ringo, "Something", interpretada por McCartney con el ukelele al comienzo, y la reunión de McCartney, Starr y Clapton por primera vez desde su grabación en "While My Guitar Gently Weeps". 
El evento fue filmado y grabado, editándose un DVD dirigido por David Leland el 17 de noviembre de 2003 de forma simultánea a la de un disco. El interludio protagonizado por los Monty Python y el tema "Horse To The Water", interpretado por Sam Brown, no fueron incluidas en el disco compacto.

## Lista de canciones
1. "Sarve Shaam"
  - Oración tradicional, incluye una dedicatoria de Ravi Shankar
2. "Your Eyes" (Ravi Shankar) - 8:22
  - Interpretada por Anoushka Shankar en el sitar
3. "The Inner Light" (Harrison) - 3:01
  - Anoushka Shankar: sitar / Jeff Lynne: guitarra acústica y voz / Tanmoy Bose: tabla / Dhani Harrison: piano y coros
4. "Arpan" (Ravi Shankar) - 23:01
5. "Sit On My Face"/"The Lumberjack Song"/"The Spam Song"
  - Interludio protagonizado por cuatro miembros de los Monty Python: Michael Palin, Terry Jones, Eric Idle y Terry Gilliam
  - Incluye a Neil Innes, Carol Cleveland y Tom Hanks
6. "I Want to Tell You" (Harrison) - 2:52
  - Jeff Lynne: guitarra y voz
7. "If I Needed Someone" (Harrison) - 2:28
  - Eric Clapton: guitarra y voz
8. "Old Brown Shoe" (Harrison) - 3:48
  - Gary Brooker: teclados y voz
9. "Give Me Love (Give Me Peace on Earth)" (Harrison) - 3:29
  - Jeff Lynne: guitarra y voz
10. "Beware Of Darkness" (Harrison) - 4:00
  - Eric Clapton: guitarra y voz
11. "Here Comes the Sun" (Harrison) - 3:09
  - Joe Brown: guitarra y voz / Neil Gauntlett: guitarra / Dave 'Rico' Nilo: bajo / Phil Capaldi: batería
12. "That's The Way It Goes" (Harrison) - 3:39
  - Joe Brown: mandolina y voz / Neil Gauntlett: guitarra / Dave 'Rico' Nilo: bajo / Phil Capaldi: batería
13. "Horse To The Water" (George Harrison/Dhani Harrison) 
  - Sam Brown: voz / Jools Holland: piano / Jim Capaldi: batería
14. "Taxman" (Harrison) - 3:10
  - Tom Petty: guitarra y voz / Mike Campbell: guitarra principal / Benmont Tench: teclados / Ron Blair: bajo / Steve Ferrone: batería / Scott Thurston: guitarra y coros
15. "I Need You" (Harrison) - 3:00
  - Tom Petty: guitarra y voz / Mike Campbell: guitarra principal / Benmont Tench: teclados / Ron Blair: bajo / Steve Ferrone: batería / Scott Thurston: guitarra y coros
16. "Handle With Care" (George Harrison/Jeff Lynne/Roy Orbison/Tom Petty/Bob Dylan) - 3:27
  - Tom Petty: guitarra y coros / Jeff Lynne: voz / Dhani Harrison: guitarra / Scott Thurston: guitarra, harmónica y coros / Mike Campbell: guitarra principal / Benmont Tench: teclados / Ron Blair: bajo / Steve Ferrone: batería / Jim Keltner: batería
17. "Isn't It A Pity" (Harrison) - 6:58
  - Billy Preston: órgano y voz / Eric Clapton: guitarra y voz
18. "Photograph" (Starkey/Harrison) - 3:56
  - Ringo Starr: voz
19. "Honey Don't" (Carl Perkins) - 3:03
  - Ringo Starr: voz / Albert Lee: guitarra
20. "For You Blue" (Harrison) - 3:04
  - Paul McCartney: guitarra acústica y voz / Ringo Starr: batería / Marc Mann: guitarra slide
21. "Something" (Harrison) - 4:25
  - Paul McCartney: guitarra, ukelele y voz / Ringo Starr: batería / Eric Clapton: guitarra y voz
22. "All Things Must Pass" (Harrison) - 3:33
  - Paul McCartney: guitarra acústica y voz
23. "While My Guitar Gently Weeps" (Harrison) - 5:57
  - Eric Clapton: guitarra y voz / Paul McCartney: piano y coros / Ringo Starr: batería
24. "My Sweet Lord" (Harrison) - 5:02
  - Billy Preston: teclados y voz
25. "Wah-Wah" (Harrison) - 6:06
  - Jeff Lynne/Eric Clapton: guitarra y voz /Billy Preston: teclados y coros / Grupo de artistas invitados: resto de instrumentos
26. "I'll See You in My Dreams" (Isham Jones/Gus Kahn) - 4:01
  - Joe Brown: ukelele y voz / Neil Gauntlett: guitarra acústica / Dave 'Rico' Nilo: bajo / Jim Capaldi: batería

## George's Band
- Eric Clapton: director musical y guitarras
- Jeff Lynne, Tom Petty, Joe Brown, Paul McCartney, Albert Lee, Marc Mann, Andy Fairweather-Low y Dhani Harrison: guitarras
- Gary Brooker, Jools Holland, Chris Stainton, Billy Preston y Paul McCartney: teclados
- Dave Bronze y Klaus Voormann: bajo
- Jim Capaldi, Ringo Starr, Jim Keltner y Henry Spinetti: batería
- Ray Cooper: percusión
- Jim Horn: saxofón alto
- Tom Scott: saxofón tenor
- Katie Kissoon, Tessa Niles y Sam Brown: coros